# Frederikshavn (gemeente)
Frederikshavn is een gemeente in de Deense regio Nordjylland (Noord-Jutland). Bij de herindeling van 2007 werden Skagen en Sæby bij Frederikshavn gevoegd. De huidige gemeente telt 60.356 inwoners (2017).

## Plaatsen in de gemeente
- Præstbro
- Haldbjerg
- Voerså
- Skagen
- Jerup
- Elling
- Frederikshavn
- Øster Vrå
- Ravnshøj
- Kvissel
- Thorshøj
- Ålbæk
- Sæby
- Hørby
- Syvsten
- Lyngså
- Strandby
- Kilden
- Gærum
- Dybvad

Aalborg · Brønderslev · Frederikshavn · Hjørring · Jammerbugt · Læsø · Mariagerfjord · Morsø · Rebild · Thisted · Vesthimmerland
- International Standard Name Identifier: 0000 0004 0378 9596
- MusicBrainz: d065a8e7-9eae-4fb1-81df-74cd3771acf7